# Crossostylis banksiana
Crossostylis banksiana är en tvåhjärtbladig växtart som beskrevs av André Guillaumin. Crossostylis banksiana ingår i släktet Crossostylis, och familjen Rhizophoraceae. Inga underarter finns listade i Catalogue of Life.